# Lakton
Laktony jsou vnitřní cyklické estery nasycených i nenasycených karboxylových kyselin, mají 1-oxacykloalkan-2-onovou strukturu (−(C=O)−O−); řadí se sem i sloučeniny odvozené od kyselin, které mají v hlavním řetězci jeden nebo více heteroatomů.
Laktony vznikají vnitromolekulární esterifikací hydroxykyselin, která v případech, kdy vznikají pětičlenné a šestičlenné cykly, může probíhat samovolně. Laktony tvořené tříčlennými a čtyřčlennými cykly jsou velmi reaktivní a jejich izolace je tak obtížná. K přípravě laktonů s menšími řetězci jsou obvykle potřeba speciální postupy , což platí i u laktonů s cykly obsahujícími více než šest atomů.

## Názvosloví

Názvosloví laktonů: α-acetolakton, β-propiolakton, γ-butyrolakton a δ-valerolakton

Laktony se nejčastěji nazývají podle nesubstituované karboxylové kyseliny, z níž jsou odvozeny (aceto = 2 atomy uhlíku, propio = 3, butyro = 4, valero = 5, kapro = 6 uhlíků...), k příslušnému základu se přidá přípona -lakton a předpona tvořená řeckým písmenem označujícím polohu hydroxylové skupiny v molekule původní hydroxykyseliny, v pořadí α, β (toto písmeno tedy udává i počet atomů v cyklu) atd. Makrocyklické laktony se nazývají makrolaktony.
V názvech laktonů se také používá přípona -olid u sloučenin jako jsou butenolid, makrolid, kardenolid a bufadienolid.
Systematické názvy laktonů se tvoří jako názvy heterocyklických „ketonů“ přidáním přípony, například -on, -dion nebo -thion, a předpony označující uhlovodík, ze kterého jsou odvozeny.

## Výskyt v přírodě
V přírodě se nejčastěji vyskytují nasycené a nenasycené γ- a δ-laktony, méně časté jsou makrolaktony. Gama- a delta laktony jsou vnitromolekulárními estery příslušných hydroxykyselin. Vytvářejí aroma například ovoce, másla a sýrů. Cyklopentadekanolid způsobuje pižmovitý zápach oleje z anděliky lékařské. Mezi přírodní bicyklické laktony patří ftalidy, které vytvářejí aroma celeru a libečku, kumarin je aromatickou látkou obsaženou ve svízeli vonném. Laktony jsou rovněž přítomny v dubovém dřevu a přispívají k chuti piva uchovávaného v dřevěných sudech. Tulipalin A a tulipalin B jsou silně alergenní laktony, které vznikají hydrolýzou glykosidů tuliposidu A a tuliposidu B, obsažených např. v cibulích tulipánů. Při kontaktu s pokožkou způsobují u citlivých osob alergické vyrážky.
Laktonové kruhy jsou častými funkčními skupinami v přírodních látkách, jako jsou kyselina askorbová, kavain, nepetalakton, glukonolakton, hormonů (spironolakton, mevalonolakton), enzymů (laktonázy), neurotransmiterů (butyrolakton, avermektiny), makrolidových antibiotik, jako jsou erythromycin a amfotericin B a fytoestrogenů (laktony kyseliny resorcylové).

## Příprava

Příprava oxandrolonu

Řadu postupů používaných při přípravě esterů lze použít i na přípravu laktonů. Při průmyslové výrobě oxandrolonu se k tvorbě laktonového kruhu využívá esterifikace. Nejprve proběhne bromace halogenketonu, následně eliminace chloridem lithným na enon, oxidace oxidem osmičelým a octanem olovičitým za současného otevření kruhu a nakonec reaukce aldehydu na alkohol tetrahydridoboritanem sodným a vnitromolekulární esterifikace.

jodlaktonizace

Při halogenlaktonizaci reaguje alken s halogenem v elektrofilní adici, přičemž se tvoří kationtový meziprodukt, který vnitromolekulárně reaguje s karboxylovou skupinou.
Existují také specifické metody přípravy laktonů, jako jsou Jamagučiho esterifikace, Šiinova makrolaktonizace a Baeyerova–Villigerova oxidace.

Příprava γ-laktonů z mastných alkoholů a kyseliny akrylové

Gama-laktony (γ-oktalakton, γ-nonalakton, γ-dekalakton a γ-undekalakton) lze získat radikálovou adicí primárních mastných alkoholů na kyselinu akrylovou za použití di-terc-butylperoxidu jako katalyzátoru.

## Reakce
Nejstabilnější jsou pětičlenné γ-laktony a šestičlenné δ-laktony, protože jejich molekuly mají nejmenší úhlové napětí. U γ-laktonů je dokonce stabilita taková, že 4-hydroxykyseliny (R-CH(OH)-(CH2)2-COOH) se za přítomnosti zředěných kyselin při pokojové teplotě samovolně esterifikují a cyklizují na laktony. β-laktony lze připravit pouze určitými speciálními postupy. α-laktony lze detekovat jako přechodné stavy v hmotnostní spektrometrii.
Reakce laktonů jsou podobné jako u necyklických esterů.

### Hydrolýza
Zahříváním laktonu v roztoku zásady (například hydroxidu sodného) dojde k jeho hydrolýze na původní kyselinu. Podobně jako u necyklických esterů jde o vratnou reakci, při níž se ustavuje chemická rovnováha. Rovnovážná konstanta této hydrolýzy je ovšem u laktonů nižší než u necyklických esterů i  jsou změny entalpie při hydrolýzách cyklických i necyklických esterů podobné, protože změna entropie je u laktonů menší. U esterů s acyklickými řetězci vznikají dva produkty, zatímco u laktonů jen jeden.

### Redukce
Laktony lze redukovat na dioly pomocí hydridu lithno-hlinitého v etheru za nepřítomnosti vody. Při reakci se nejprve naruší esterová vazba laktonu a poté nastane redukce aldehydové skupiny (-CHO) na alkoholovou (-CH2OH). Například produktem redukce gama-laktonů je butan-1,4-diol ((CH2(OH)-(CH2)2-CH2(OH)).

### Aminolýza
Laktony také reagují s ethanolovým roztokem amoniaku, přičemž nejprve zaniká esterová vazba a následně amoniak reaguje s karboxylovou skupinou za vzniku amidu hydroxykyseliny. Produktem reakce gama laktonů je CH2(OH)-(CH2)2-CO-NH2.

### Polymerizace
Laktony snadno tvoří polyestery podle následujícího vzorce:

### Michaelova reakce
Seskviterpenové laktony, nacházející se v mnoha rostlinách, mohou vstupovat do Michaelových reakcí.

## Použití

### Vůně
Laktony jsou složkami vůně ovoce a kvašených i nekvašených mléčných výrobků a tak se používají ve vůních a parfémech. Příklady takto používaných látek jsou γ-dekalakton (4-dekanolid), který má vůni broskve, δ-dekalakton (5-dekanolid) s vůní podobnou kokosu, γ-dodekalakton (4-dodekanolid), který také voní po kokosu nebo ovoci, tuto vlastnost má též γ-oktalakton (4-oktanolid) Silnou vůni po kokosu má γ-nonalakton, přestože se v kokosových ořeších nevyskytuje, a γ-undekalakton.
Makrocyklické laktony (cyklopentadekanolid a 15-pentadec-11/12-enolid) mají podobnou vůni jako makrocyklické ketony muskon a civeton, jeho příprava je však snazší, získává se například depolymerizací lineárních polyesterů. Náhrada methylenové skupiny atomem kyslíku nemá významný vliv na aroma těchto látek. Oxalaktony s 15člennými až 17člennými cykly, například 12-oxa-16-hexadekanolid, se připravují z cyklopentadekanolidu.

### Výroba plastů
Polykaprolakton, polymer kaprolaktonu, patří mezi významné plasty.

## Příklady

β-propiolakton
γ-butyrolakton (GBL)
D-glukono-δ-lakton (E575)
ε-kaprolakton

- kyselina ellagová (dilakton kyseliny hexahydroxydifenové)